# Esino Lario
Esino Lario (/ˈɛzino ˈlarjo/; in pronuncia locale /ˈe-/; Isen [ˈiːzen] in dialetto esinese; Esin [ˈeːziŋ] in dialetto lecchese) è un comune italiano di 748 abitanti della provincia di Lecco in Lombardia, situato a 12 chilometri da Varenna, nella Val d'Esino, ad un'altitudine di 910 metri s.l.m.
L'origine del nucleo abitativo è documentata da ritrovamenti archeologici. La natura carsica del territorio rende Esino Lario ricco di testimonianze dell'orogenesi alpina, con fossili, massi erratici e grotte (di cui la più celebre è la Grotta di Moncodeno). Il territorio comunale fa parte della Comunità montana della Valsassina, Valvarrone, Val d'Esino e Riviera ed è interamente compreso nel Parco Regionale della Grigna Settentrionale.

## Geografia fisica

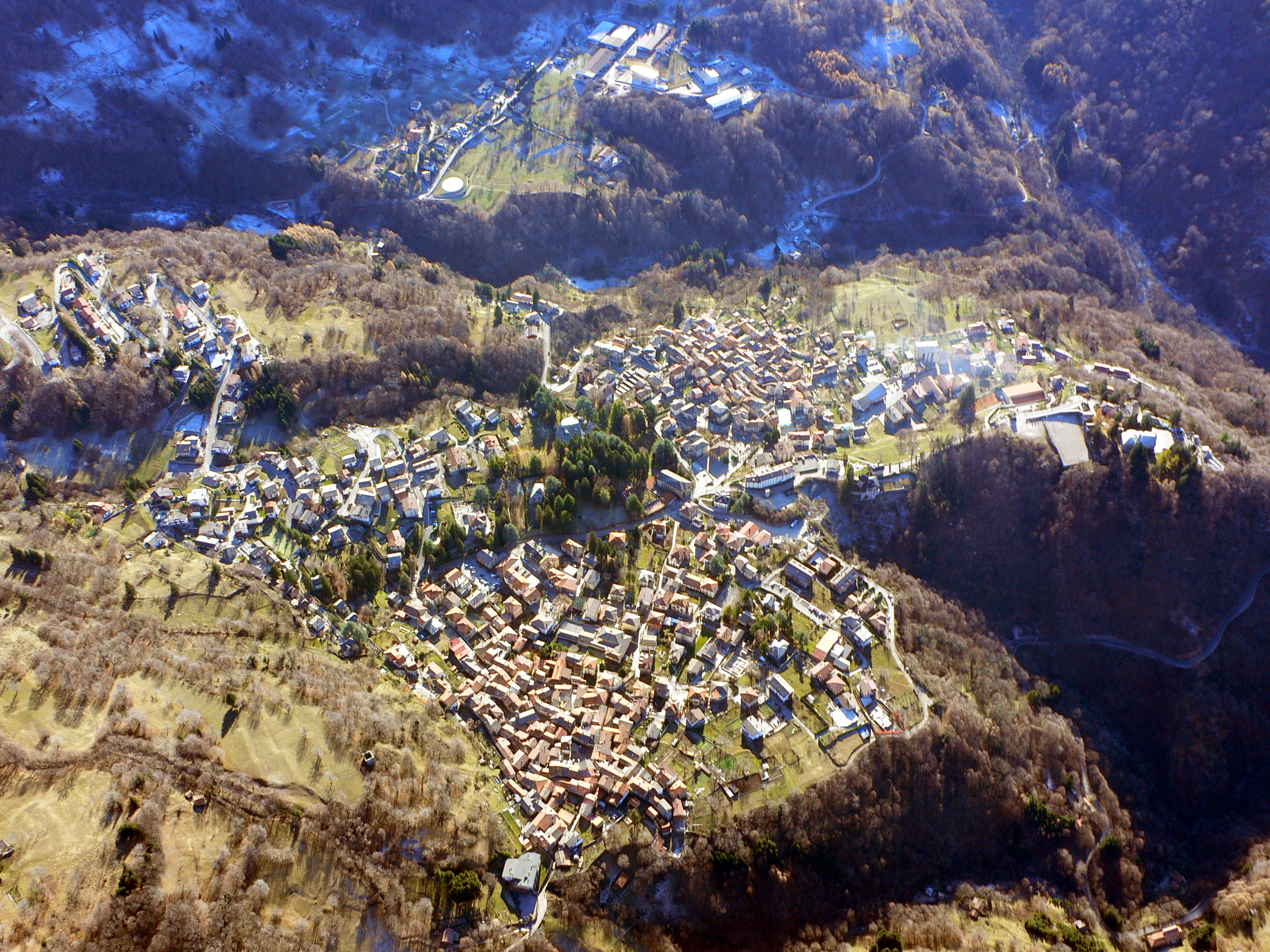
I nuclei storici di Esino superiore ed Esino inferiore visti dall'alto.

Il comune di Esino Lario si trova nella zona prealpina lombarda; è situato sulle pendici nordorientali della Grigna, a breve distanza dalla sponda orientale del lago di Como, alla testata della piccola valle omonima attigua alla Valsassina. L'abitato è costituito dai due distinti nuclei di Esino superiore e di Esino inferiore, posti ad una quota intorno ai 900 metri; altre località del comune sono Cainallo, a quasi 1 300 metri di quota, e Ortanella, a poco meno di 1 000 metri di quota.
Il suo territorio è interamente montuoso: la quota minima raggiunta è di 554 metri, mentre la massima giunge ai 2 409 della vetta delle Grigne. La natura calcareo-dolomitica (rocce composte da carbonato di calcio e magnesio) del territorio, comune al resto della zona prealpina lombarda, ha portato alla presenza di importanti zone carsiche all'interno del territorio comunale.
Di particolare rilievo è il Moncodeno, un esteso anfiteatro situato sul versante nord della Grigna settentrionale ad una quota compresa tra i 1 700 e i 2 300 metri, caratterizzato dalla presenza di un gran numero di doline (avvallamenti del terreno) e grotte (quasi 500), formate dall'azione combinata del carsismo e dell'esarazione ad opera dei ghiacci che coprivano la zona durante le glaciazioni. In una di queste grotte, chiamata Grotta di Moncodeno, si trovano riserve di ghiaccio ipogeo.
Il territorio esinese è inoltre contraddistinto dall'abbondante presenza di depositi fossiliferi marini, conseguenza della storia geologica delle Prealpi (emerse dal mare durante i movimenti tettonici dell'orogenesi alpina nell'era cenozoica). Questi depositi vengono studiati da lungo tempo dai paleontologi; il primo studioso che se ne interessò, nel corso del XIX secolo, fu il geologo e paleontologo lecchese Antonio Stoppani.

## Storia
(Paride Cattaneo della Torre, Cronaca dei Torriani e Descritione della Valsassina, 1571)
Il comune di Esino Lario venne creato nel 1927 dalla fusione dei comuni di Esino Inferiore ed Esino Superiore.

### Simboli
Lo stemma e il gonfalone sono stati concessi con decreto del presidente della Repubblica del 19 settembre 1994.
La torre ricorda la posizione strategica del paese a difesa dell'imbocco della Valsassina; sullo sfondo è disegnato il profilo della Grigna di Moncodeno. Il leone d'oro passante su una campagna di verde è il simbolo della Comunità della Valsassina.
Il gonfalone è un drappo di giallo.
Con regio decreto del 19 luglio 1941 era stato concesso a Esino Lario uno stemma simile a quello attuale, su cui erano raffigurate tre stelle invece di quattro e il motto era scritto sulla sbarra all'interno dello scudo: d'azzurro, alla sbarra d'oro, carica della scritta di rosso costantia, accompagnata sopra da una torre di rosso, merlata alla ghibellina con sfondo montagnoso al naturale; sotto da un leone d'oro, linguato di rosso, passante su un terreno al naturale, sormontato da tre stelle d'oro, male ordinate.

## Monumenti e luoghi d'interesse

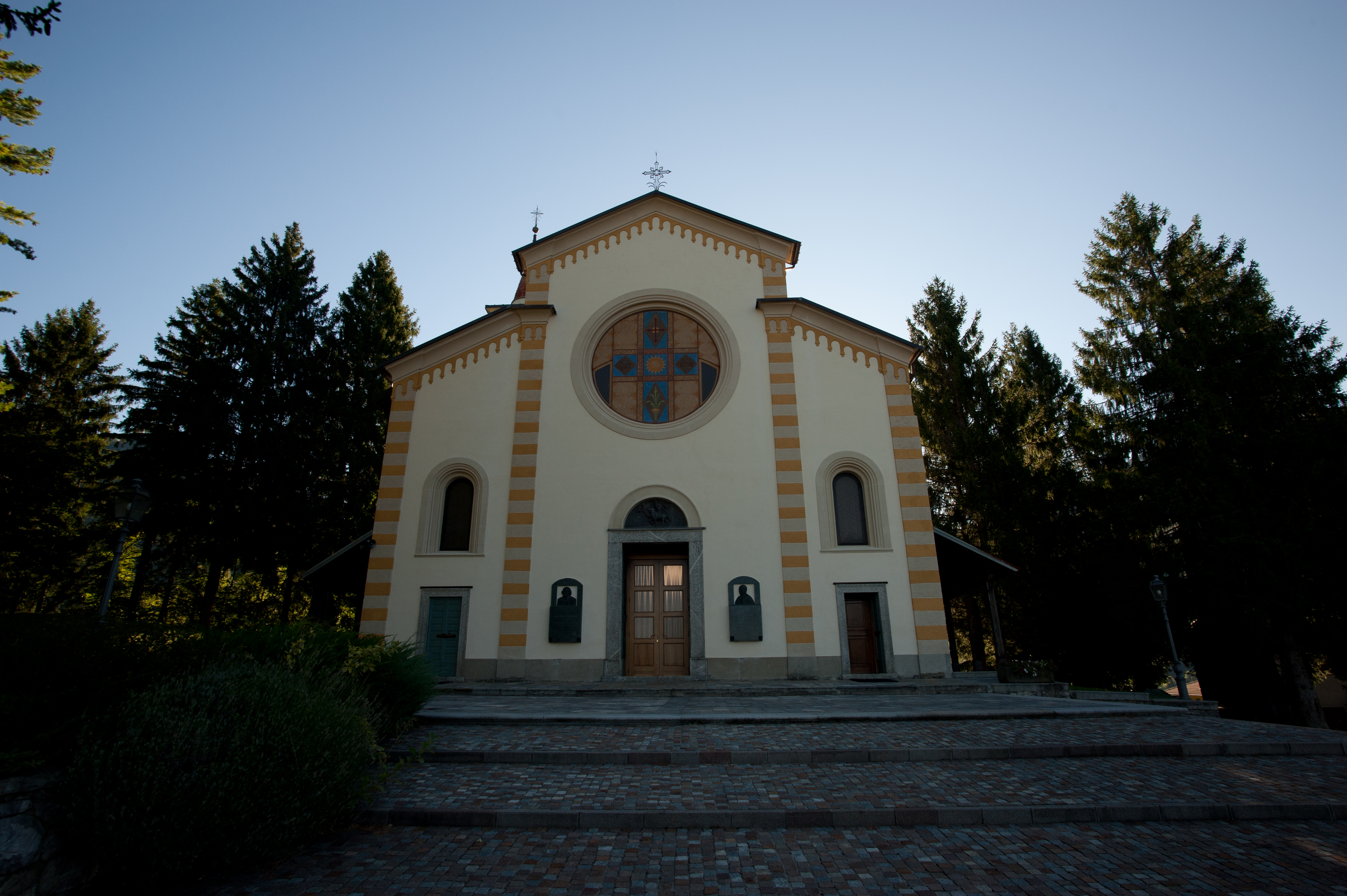
La chiesa di San Vittore Martire

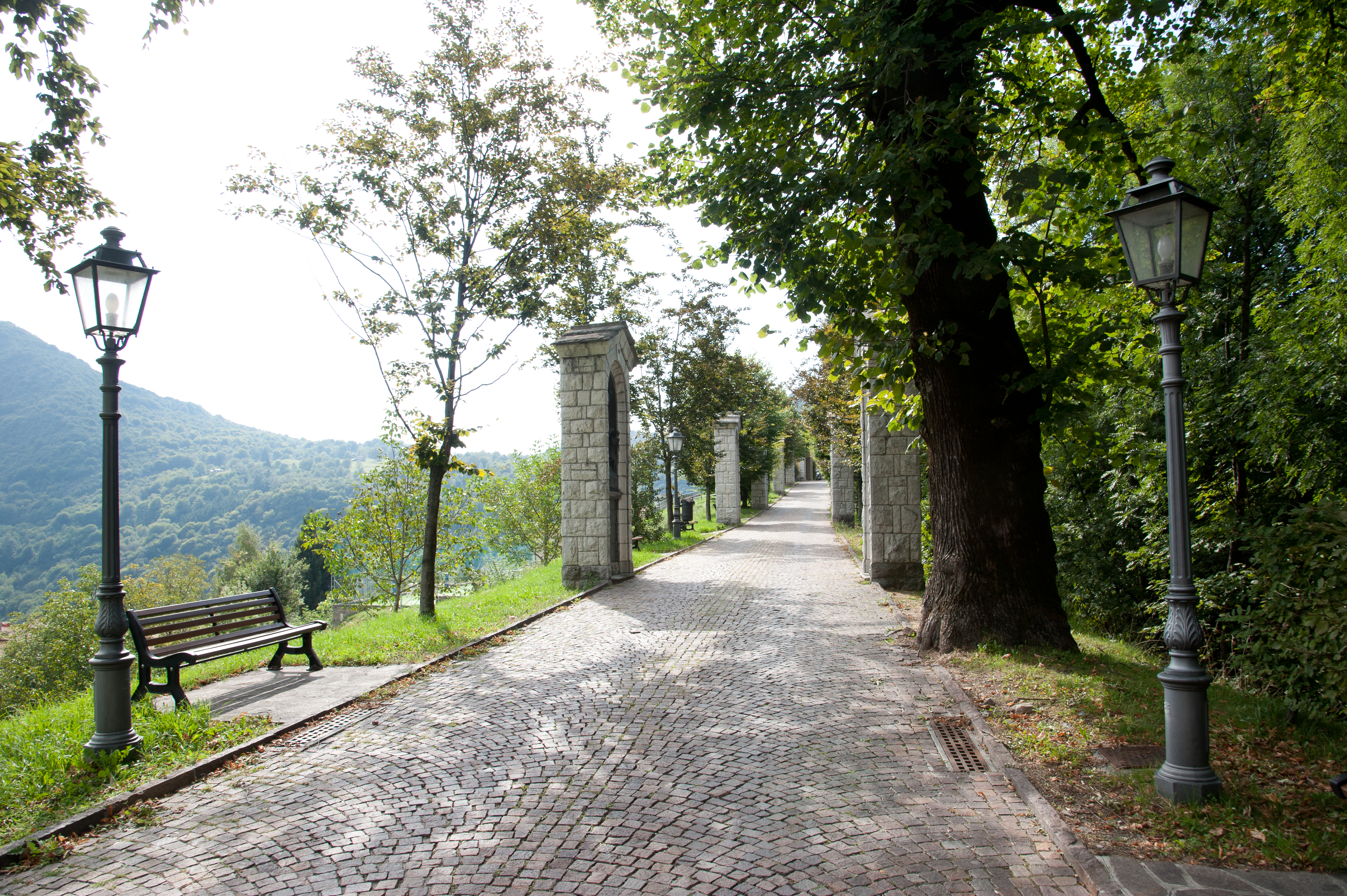
La Via Crucis opera di Michele Vedani

### Architetture religiose
- Chiesa parrocchiale di San Vittore Martire sul Castello[14][15]. La Parrocchia di San Vittore risale al XV secolo e fa parte della Diocesi di Milano. Fin dal XIII secolo la chiesa è alle dipendenze della Pieve di Varenna, forse all'inizio del XIV secolo passa alla Pieve di Perledo e poi si stacca inforno al XV secolo, risultando costituita nel 1455. Nel XIX e XX secolo la parrocchia di Esino è inclusa nella pieve e nel vicariato foraneo di Perledo fino al 1971 quando viene attribuita al decanato dell'Alto Lario nella zona pastorale III di Lecco[15]. Nel 1552 viene istituita canonicamente la Confraternita del Santissimo Sacramento e nel 1662 la Confraternita del Sacro Rosario che nel 1722 verranno unite dall'arcivescovo Benedetto Erba Odescalchi[16].
- Chiesa di San Pietro in Ortanella. Un sito caratterizzato da un elevato interesse storico, archeologico e paesaggistico[17].
- Oratorio di San Nicolao della confraternita del Santissimo Sacramento. Sacrario dei caduti con i resti dei caduti della prima e seconda guerra mondiale.
- Chiesa sussidiaria di San Giovanni Battista in Esino Inferiore.
- Chiesa sussidiaria di Sant'Antonio Abate in Esino Superiore.
- Chiesa di San Defendente ad Agueglio.
- Chiesa di Santa Maria Assunta a Cainallo.
- Cappella della Madonna delle Pianche in località Pscenche sull'antica strada Esino Inferiore - Varenna.
- Cappella del Crocefisso in località Crocefis sull'antica strada Esino Superiore - Perledo.
- Cappella di San Grato Vescovo in località Sen Graa  in fraz. Bigallo sulla strada nuova per Ortanella.
- Cappella della Madonna della Neve in località Aguei.
- Via Crucis della parrocchia con bronzi realizzati da Michele Vedani.
- Gisöl di Fat (cappelletta) località Pozzal Vec a Ortanella - affresco con Crocefissione.

### Architetture civili
- Villaggio Riva
- Villa Gilera
- Villa Luzzani
- Villa Clotilde
- Villa delle Marcelline
- Villa Confalonieri
- Villa Gigi

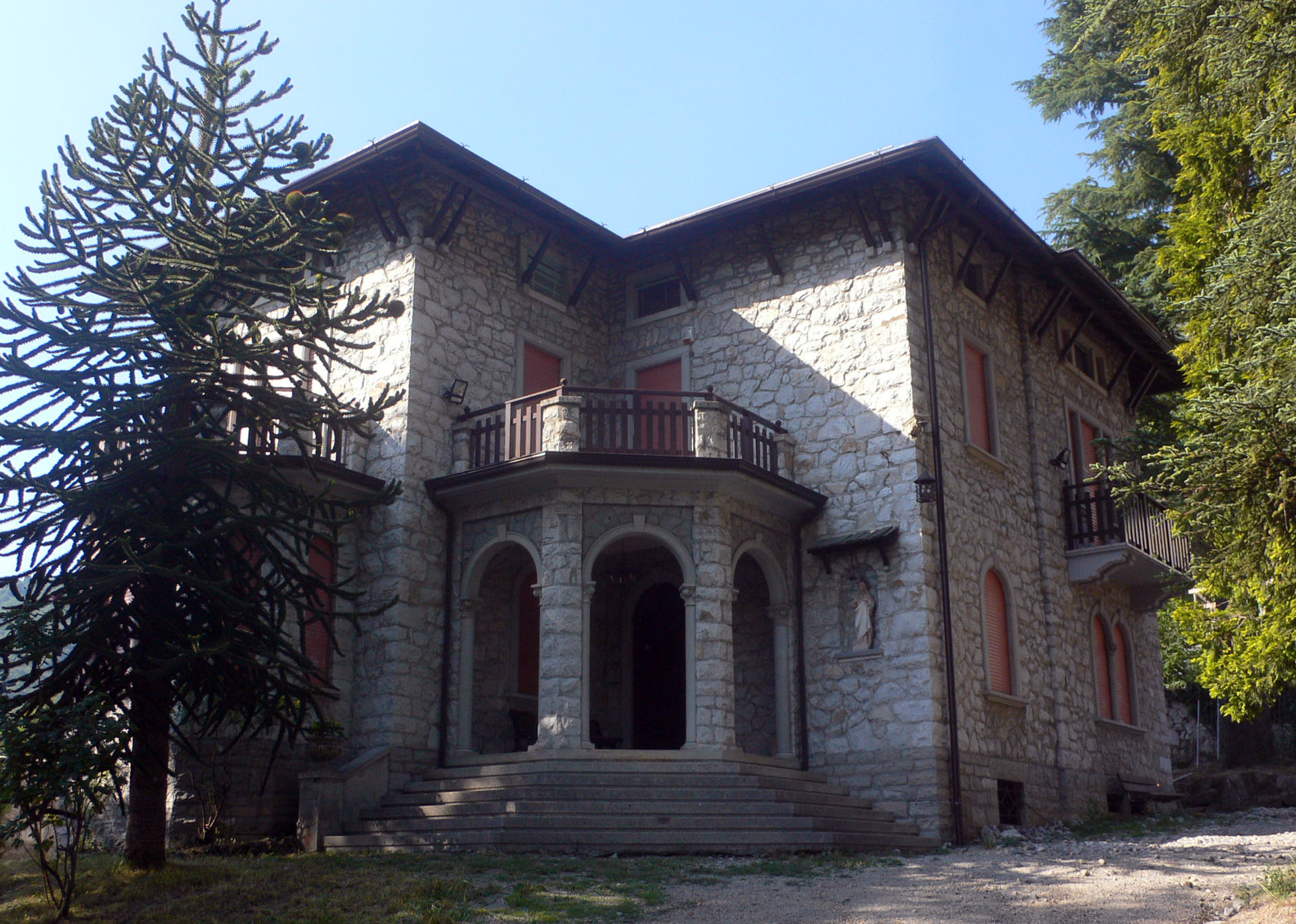
Villa Clotilde

- Baita "Minuccia" (Mino Fiocchi) con la Madonna dei Ciclamini di Michele Vedani
- Lavatoi e Poz de Sen Carlo (Lavatoio e Pozzo di San Carlo), antico lavatoio e fontanile per l'abbeverata ad Esino Inferiore in località Canal all'inizio dell'antica strada per Bigallo e l'Alpe di Esino
- Lavatoi nöf (Lavatoio nuovo), lavatoio pubblico dei primi '900 ad Esino Inferiore all'inizio dell'antica strada per Ortanella
- Pozz de Sen Gioan (Pozzo di San Giovanni), fontanile per l'abbeverata ad Esino Inferiore sull'antica strada per Varenna
- La Fesè, fontana comunale ad Esino Superiore con mosaico raffigurante Gesù con la Samaritana

### Architetture militari

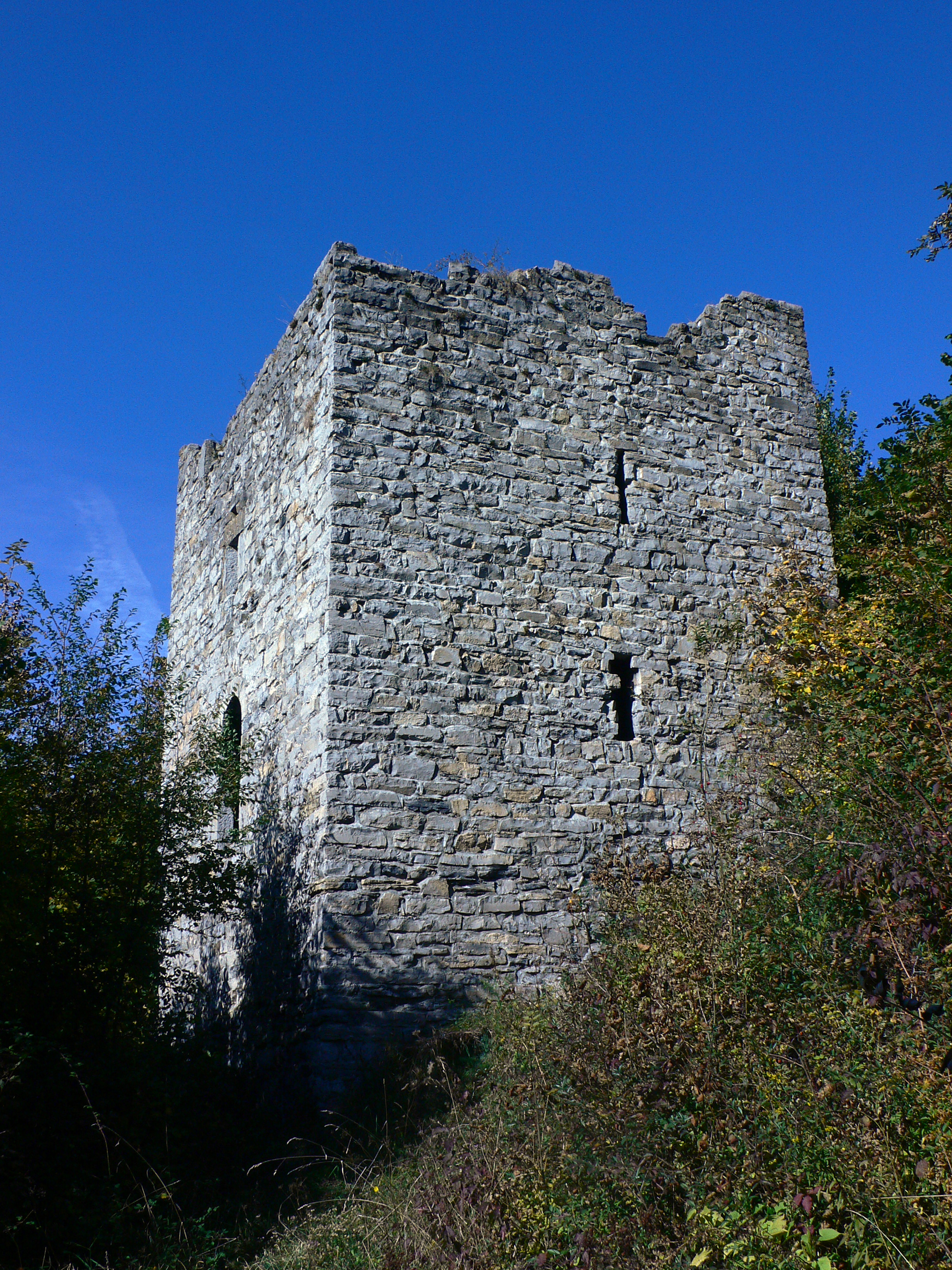
La torre romana di Esino Lario

- Torre di Esino[17].

### Siti archeologici
Nel territorio comunale sono stati rinvenuti numerosi reperti archeologici conservati presso il Museo delle Grigne di Esino e nel Museo archeologico di Varese.

### Aree naturali

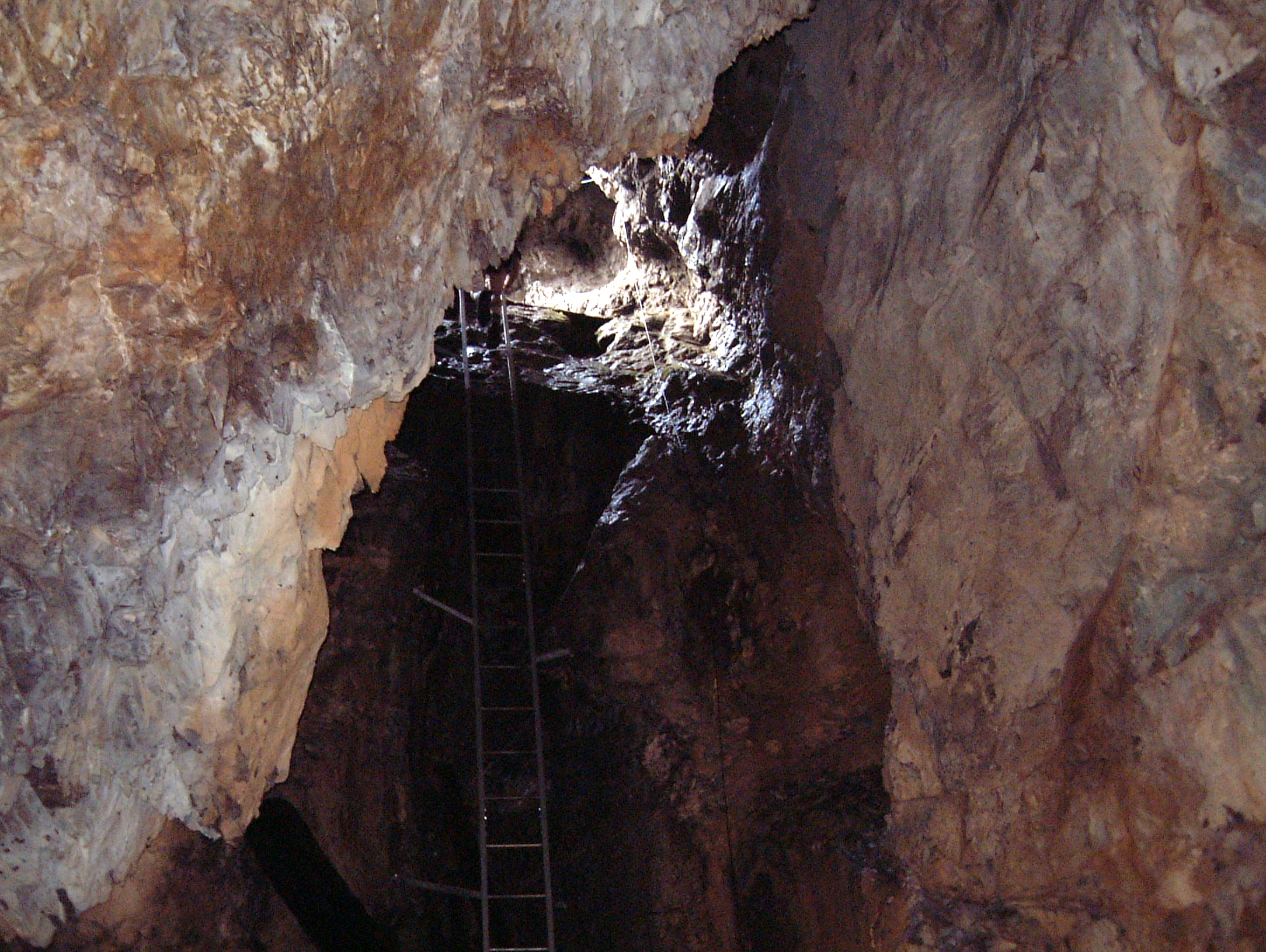
La ghiacciaia del Moncodeno

Il territorio comunale di Esino Lario è interamente compreso nel Parco Regionale della Grigna Settentrionale, di cui è una delle sedi. La particolare posizione del nucleo abitativo alle pendici settentrionali della Grigna conferisce al comune una posizione di grande interesse paesaggistico, tanto da farlo conoscere come "La Perla delle Grigne". Il comune si raggiunge attraverso due vie panoramiche, una che dal Lago di Como sale da Varenna attraverso Perledo e l'altra che dalla Valsassina attraversa Cortenova e Parlasco. L'intero territorio comunale è caratterizzato da grotte.
- Grotta di Moncodeno
- Complesso del Releccio
- Grotta di Cainallo
- Canova
- Massi erratici: Trovante della diga.[18]

## Società

### Evoluzione demografica
Comune di Esino Superiore
- 235 nel 1805
- 393 nel 1853
- 399 nel 1861
- 471 nel 1881
- 563 nel 1901
- 560 nel 1921

Abitanti censiti

### Tradizioni e folclore
La paura dell'ignoto, le credenze religiose, la natura difficile dei luoghi hanno prodotto, nei tempi passati, storie e leggende da raccontare nelle lunghe sere d'inverno: lo scopo educativo e morale risulta evidente e le presenze demoniache sollecitano il buon comportamento.

#### La Cavrè Sbàgiolè

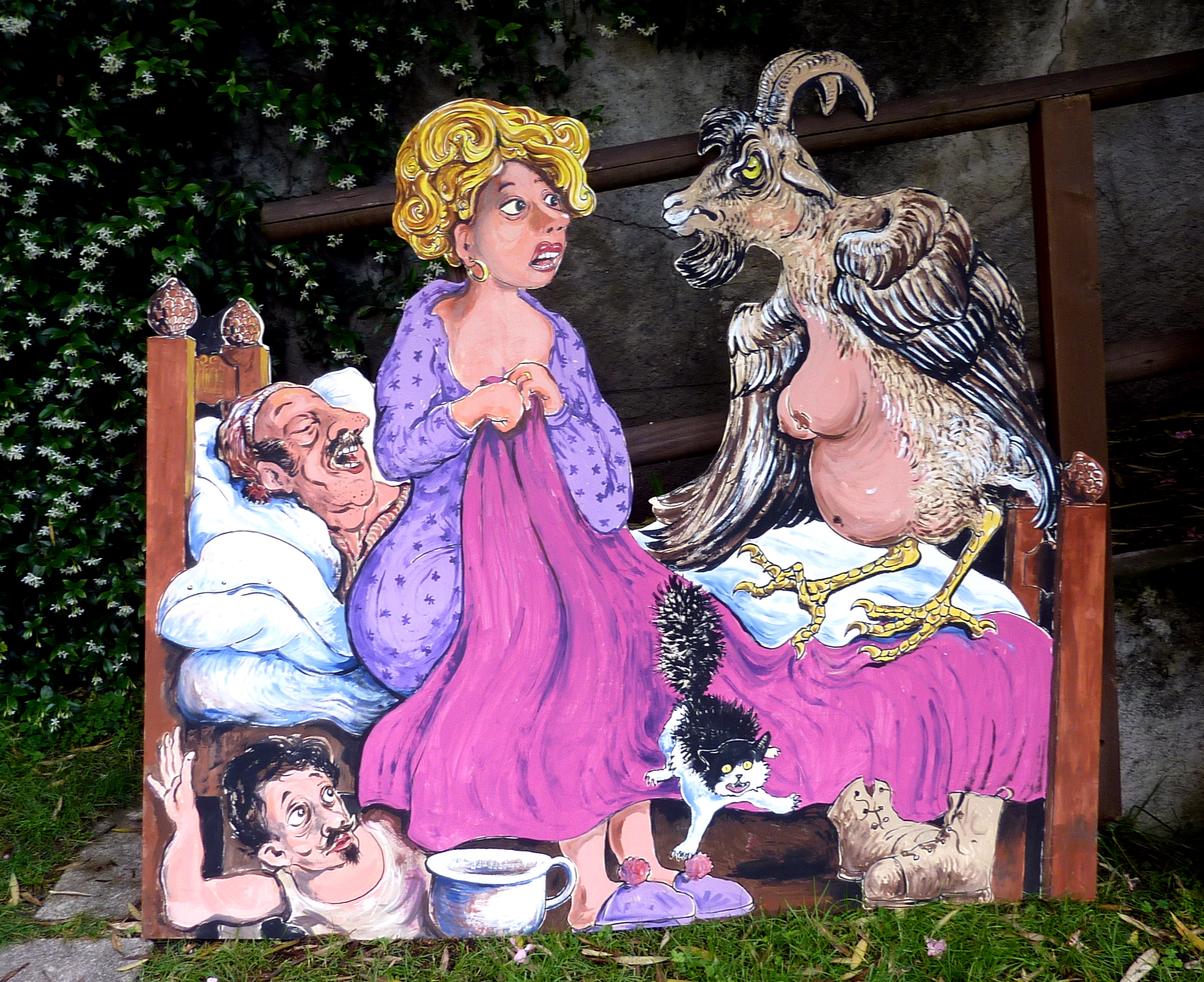
La Cavra Sbàgiola

La Cavrè Sbàgiolè è un animale notturno, mezzo uccello e mezza capra, che usciva di notte dalle caverne emettendo un cupo belato misto a voce umana e cercava di entrare nelle camere dove dormiva la gente non in regola con la coscienza. Tanta ne era la paura che le finestre delle case erano costruite molto piccole e per di più sbarrate da una croce di ferro murata.

#### Pésegh adòss...

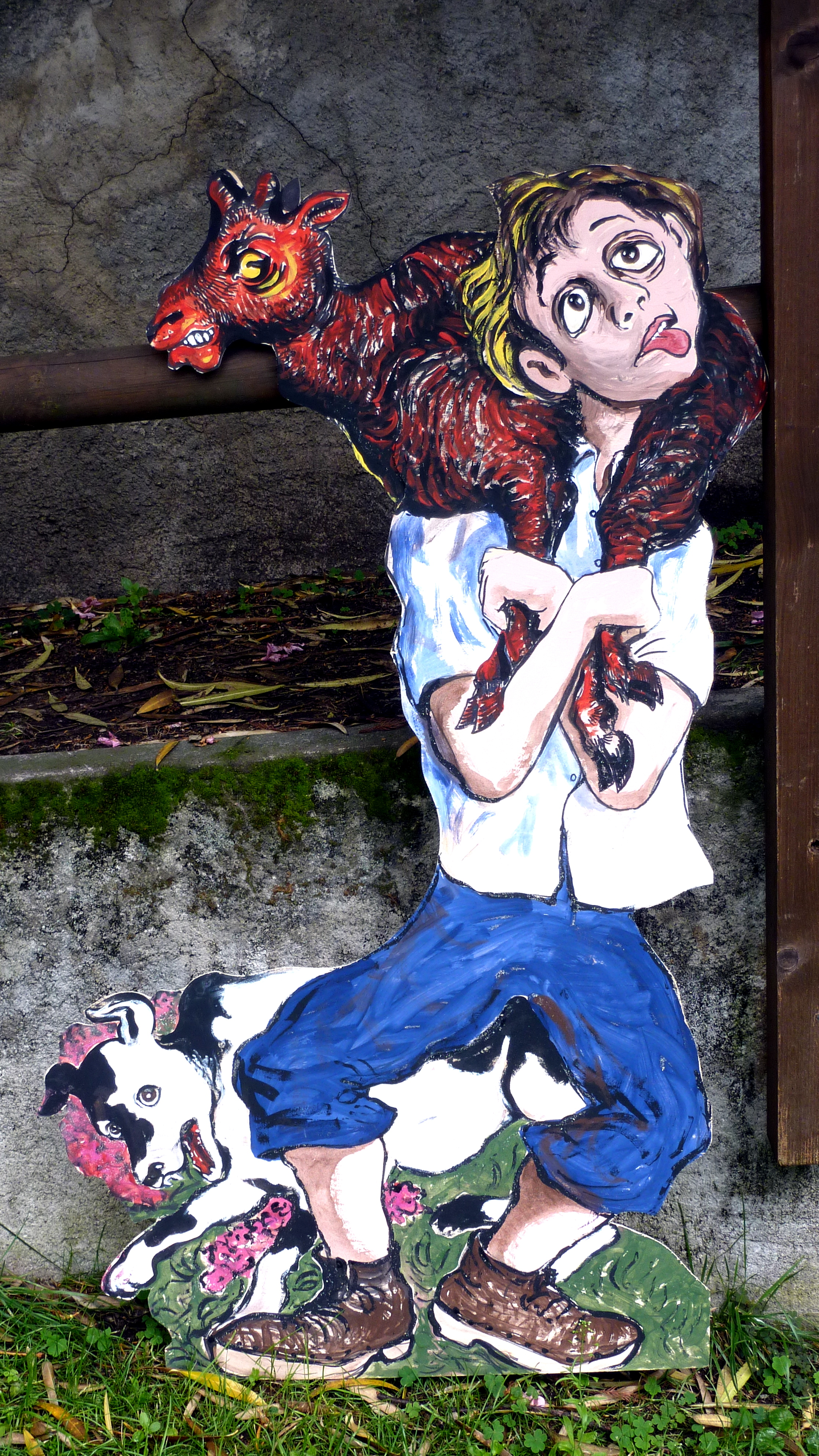
Pésegh adòss...

Pésegh adòss… è la storia di un pastorello salvato dal diavolo con panni filati in tempo benedetto. 
La storia racconta che un pastorello portava ogni mattina le capre nella valle grande, non era un ragazzo cattivo ma aveva il difetto di non ascoltare i consigli dei genitori: il padre gli raccomandava di non abbandonare mai il branco perché era facile smarrire qualche animale nelle forre del monte; la madre, poveretta, nel dargli un indumento benedetto per guardarlo dal malanno, gli raccomandava di non disubbidire e di pregare la Madonna perché lo proteggesse. Il ragazzo. però, appena poteva, lasciava in custodia al cane il piccolo gregge e correva a giocare con i compagni nell'alpe più vicina. Un giorno di settembre, ritornando verso sera a radunar le capre, ebbe la sorpresa di trovar mancante la più bella. Atterrito al pensiero della punizione, il poveretto riportò il branco nella stalla del paese e tornò di corsa sulla montagna; era già buio e lui vagava per i burroni lanciando il suo richiamo. Finalmente dal fondo di un dirupo gli giunse il belato della capretta. Aggrappandosi alle rocce, la raggiunse e se la mise sulle spalle. Mentre risaliva con gran fatica, una voce profonda e cavernosa giunse dall'altro versante della valle "Pésegh adòss!" (pisciagli addosso). Al che la capretta belò lamentosa: "No poss, no poss! Al gh'a la vestè filadè nel Tempur adòss (Tempur, dal latino "tempora" era il periodo della quaresina) trad: (non posso, non posso! ha una mantella benedetta addosso!). Il pastorello comprese di avere sulle spalle il diavolo incarnato e che lo salvavano i panni filati dalla madre in tempo benedetto. Gettò il capretto, e a gran corsa, piangendo di paura, scese al paese. Prima di giungervi, incontrò i genitori che, in grande apprensione, erano usciti a cercarlo; con loro era la capretta smarrita, trovata mentre da sola tornava all'ovile. Raccontavano che da allora il pastorello seguì i consigli del padre e della madre; e il suo caso era additato a tutti come esempio ammonitore.

#### La cascè selvàdeghè

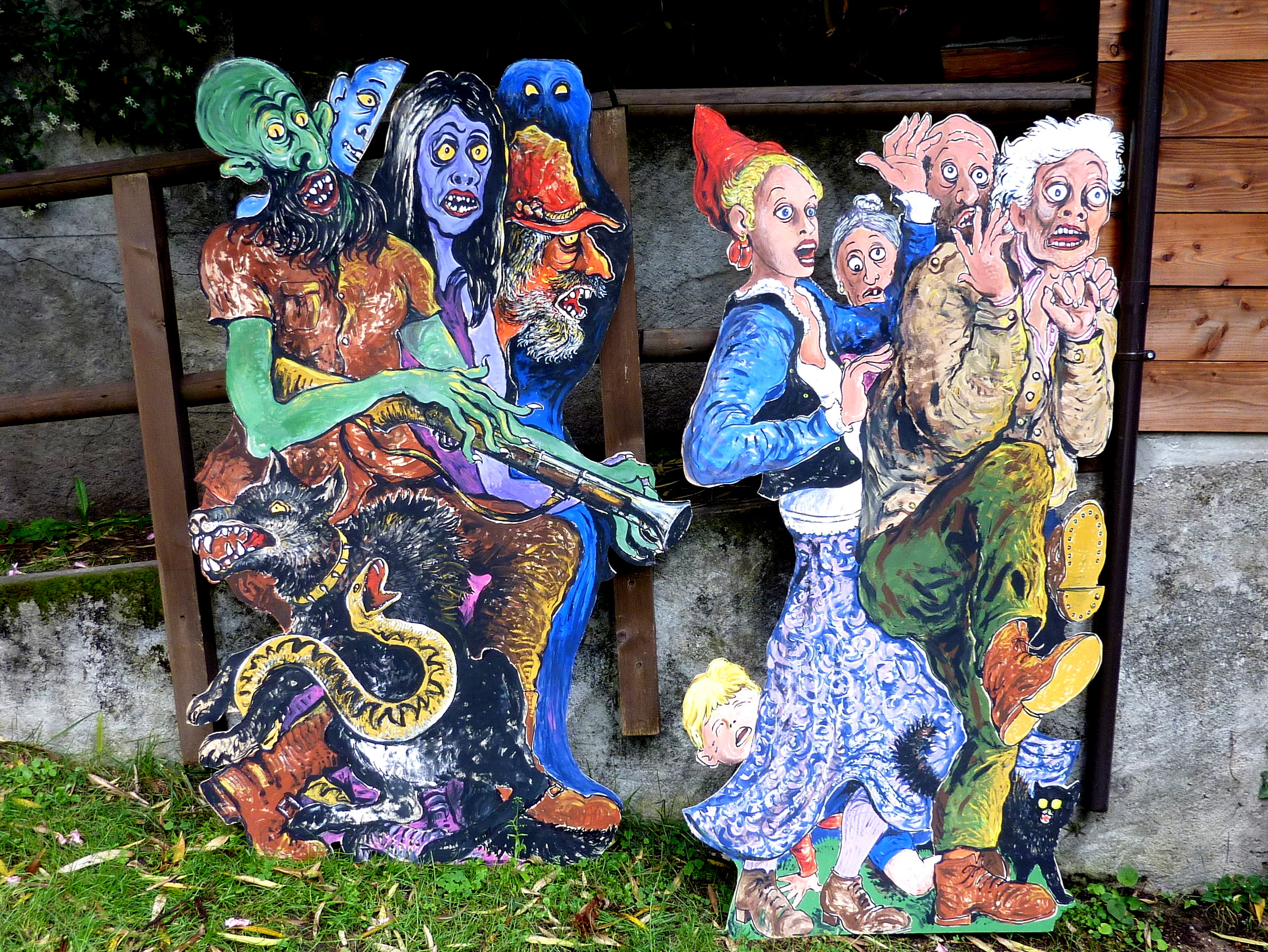
La cascè selvàdeghè

La caccia selvatica era fantasia, forse di remotissima origine pagana, accolta dai sacerdoti i quali affermavano trattarsi dei cacciatori che nei giorni di domenica avevano trasgredito agli obblighi religiosi e dopo morti erano stati condannati a vagare senza pace nei luoghi del loro peccato, una cavalcata orrenda di spiriti dannati che si levava improvvisa nelle notti senza luna, percorrendo in fulminea corsa i sentieri, scavalcando d'un balzo torrenti e valloni sino a perdersi lontano, nelle forre dei monti più alti; uno scalpitar di destrieri, guaire di cani, urla di mostri, grida d'angoscia rompevano allora il silenzio delle valli.
A questa leggenda, che si raccontava sottovoce per non evocarla, erano legati lugubri racconti minori. Si favoleggiava che la caccia selvatica si avvicinasse sovente alle cascine montane dove qualcuno teneva la mandria: chi vi stava si chiudeva allora al riparo e dicono che udisse voci umane con lugubri accenti sfidare Iddio, profetando sventure agli uomini, mentre terribili segni rimanevano di quella sinistra presenza.
Una volta, udendo passare la famosa “caccia”, una donna per la curiosità, nonostante che gli altri la dissuadessero, si era affacciata alla porta gridando: “Casciadòr da la bonè cascè demm un po' da la vosè fugascè!” (Cacciatori della buona caccia datemi un po' della vostra focaccia!). Apparvero allora, appese alla porta, membra umane sanguinanti; fu necessario chiamare il sacerdote che, benedicendole, le fece scomparire. La donna, tuttavia, morì di spavento e tutti i capelli le erano diventati bianchi.

### Istituzioni, enti e associazioni
- AVIS, sezione di Esino Lario
- CAI Val d'Esino, sottosezione di Premana
- Associazione Nazionale Alpini, gruppo Esino Lario

## Cultura
Villa Clotilde è un edificio di proprietà comunale centro culturale di Esino. L'edificio ospita l'ufficio turistico, la biblioteca civica, l'Archivio Pietro Pensa con la biblioteca specialistica di storia locale, la sede dell'Ecomuseo delle Grigne, parte della collezione del Museo delle Grigne e alcune opere d'arte contemporanea. La villa è stata anche sede per alcuni anni della riaperta scuola di arazzi di Esino Lario.

### Biblioteche

#### Biblioteca civica
La biblioteca comunale dal 2008 ha sede a Villa Clotilde di via Montefiori 19. La biblioteca nasce su iniziativa di volontari e dal 2010 è punto prestito del sistema bibliotecario della Provincia di Lecco. La biblioteca specialistica di storia locale – che è costituita dal fondo librario dell'Archivio Pietro Pensa – è collocata nello stesso edificio e aperta al pubblico per la sola consultazione.

#### Archivio Pietro Pensa e biblioteca specialistica di storia locale
L'Archivio Pietro Pensa è un archivio privato con sede a Villa Clotilde e gestito dall'Associazione Amici del Museo delle Grigne Onlus. L'archivio conserva documenti antichi (XIV-XX secolo) e la documentazione di studio dell'ingegnere, amministratore e storico locale Pietro Pensa. All'interno dell'archivio vi sono 182 pergamene, documenti dei territori di Valsassina, Esino Lario, Lario e Valtellina, i fondi Serbelloni Sfondrati, Orlandi, Guastalla, Arrigoni e Gandola e fondi librario, fotografico e microfilm. Dal 2006 l'archivio ha il sito Archivio Digitale Pietro Pensa che pubblica documentazione sul territorio del Bacino dell'Adda e ospita il Centro di documentazione e informazione dell'Ecomuseo delle Grigne. Dal 2007 l'archivio è promotore della collana di pubblicazioni "Gli Statuti della Provincia di Lecco" e di opere d'arte realizzate a partire dai suoi documenti.
A partire dal 2006 tutta la documentazione dell'Archivio Pietro Pensa, dell'Associazione Amici del Museo delle Grigne e – successivamente a partire dal 2008 anno della sua istituzione – tutta la documentazione dell'Ecomuseo delle Grigne viene rilasciata con la licenza Creative Commons attribuzione condividi allo stesso modo 3.0.

### Musei

#### Museo delle Grigne
Il Museo delle Grigne di Esino Lario è il primo museo locale della provincia di Como, nato negli anni 1930 ad opera dell'allora parroco Don Giovanni Battista Rocca con lo scopo di far conoscere al pubblico le peculiarità del territorio. Il museo conserva e testimonia l'evoluzione dell'uomo e del suo ambiente dalle sue origini sino ad oggi. Le raccolte sono organizzate in tre distinte sezioni, collegate dalla logica della territorialità, dedicate alla geologia, allo studio della flora e della fauna ed alla storia locale. Il museo si propone di recuperare la cultura locale, di far conoscere ai visitatori il ruolo storico e geologico del territorio e di mantenere viva nella memoria della popolazione residente le proprie origini, tradizioni, cultura. Il museo da parte del sistema museale della provincia di Lecco.

#### Ecomuseo delle Grigne
L'Ecomuseo delle Grigne è un ecomuseo comunale costituito nel 2008 e riconosciuto dalla regione Lombardia nel 2009. Il museo valorizza il rapporto tra l'uomo e la montagna e coinvolge comunità, associazioni ed esercenti. Nel 2009 l'ecomuseo avvia un programma "a misura di bambino" per trasformare l'intero territorio con servizi dedicati alle famiglie.

### Arte

#### Monumenti
Ad Esino Lario vi è la statua di Michele Vedani dedicata a papa Pio XI che aveva usato la canonica di Esino come dimora per le sue ripetute ascensioni sulle Grigne; la statua è stata posta in piazza Michele Vedani nel 2013.

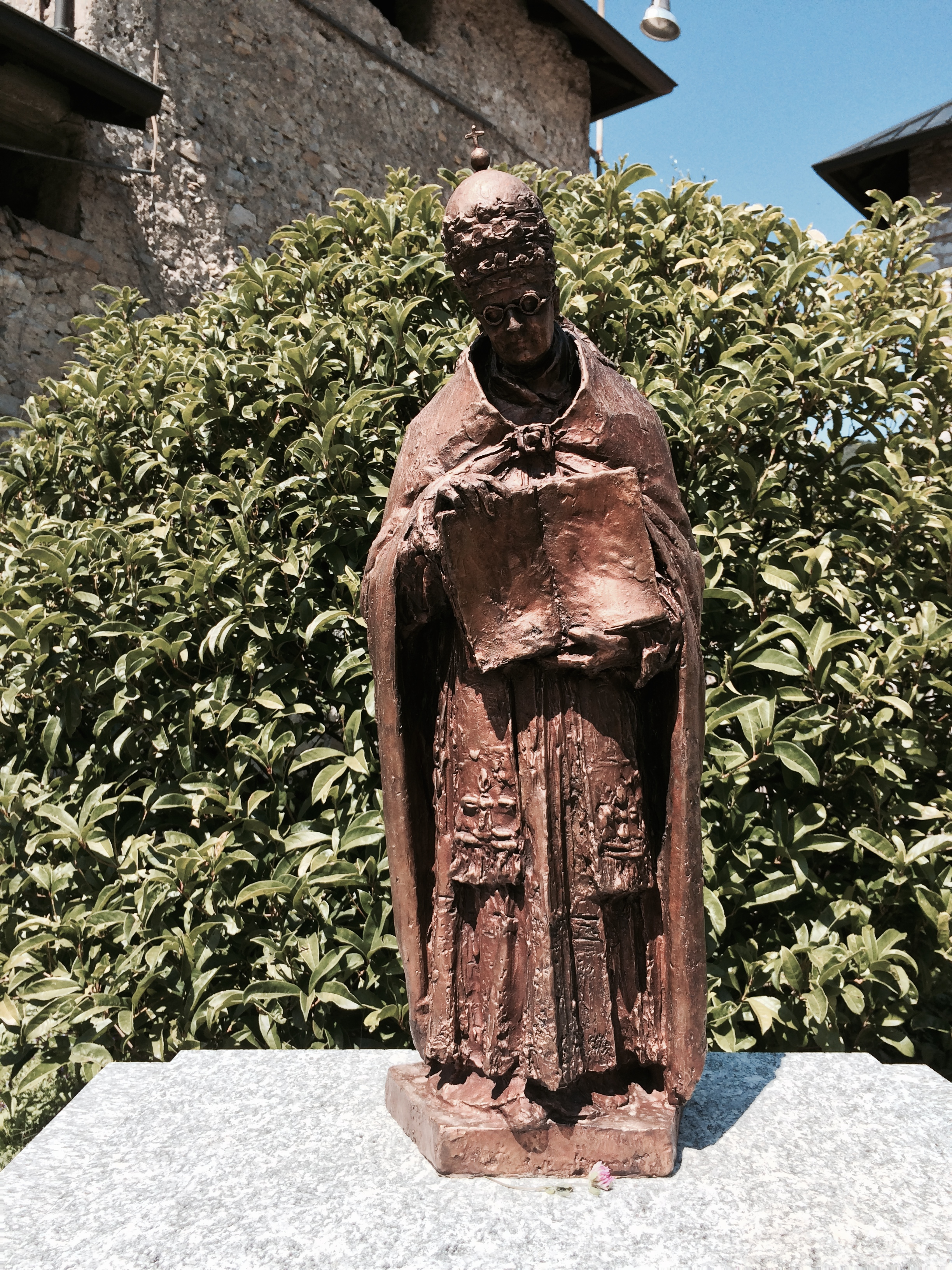
Monumento a Pio XI che aveva soggiornato ad Esino Lario, per le sue scalate sulle Grigne

#### Scuola degli Arazzi di Esino Lario
La Scuola degli arazzi di Esino Lario è una scuola creata dal parroco Giovanni Battista Rocca nel 1938 e che operò fino al 1962. Il parroco progetta e brevetta il fuso e la macchina Rocca e un telaio più semplice che viene dato in uso per filare per conto terzo. Inizialmente le opere realizzate sono semplici e poi vengono realizzati arazzi su bozzetti di artisti famosi (Fornasetti, Dal Verme, Filiberto Sbardella). Opere realizzate dalla scuola di arazzeria sono stati premiati dalla Triennale di Milano.

### Cucina

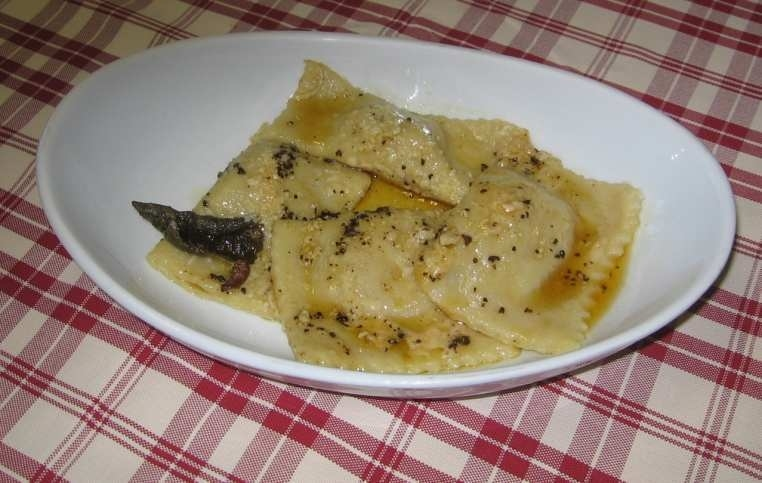
I ravioli di Sant'Antonio

La cucina di Esino Lario è in particolare caratterizzata dalla patata bianca di Esino, una varietà della patata bianca comasca.
- Ravioli di Sant'Antonio di Esino – sono ravioli preparati con una sfoglia di patata bianca e un ripieno di carne e formaggio addolcito dalla presenza dell'amaretto.

Altre ricette della cucina tradizionale sono a base di polenta, formaggio, uova, latte e castagne rappresentano variazioni sul tema della cucina dell'Alto Lario e delle montagne lombarde. 
- I granei, sono una polenta gialla, mista a farina bianca, cotta da essere tempestata di gnocchetti e poi condita con burro fritto o annegata nel latte.
- Il paradel è una specie di focaccia bassa o crêpe ottenuta con farina bianca, latte e uova, i più utilizzano solo farina e latte.
- Il zenzinal è un pasticcio di polenta contenente formaggio fresco filante (una palla di polenta con il nucleo di formaggio) rosolato nel burro o riscaldato sulla brace.
- La miasciè è una sorta di torta di farina gialla impastata con latte acido e foglia di menta, poca frutta di stagione, che tradizionalmente veniva cotta tra due letti di brace con il test.
- Il mesch è un pasticcio di polenta fredda a pezzi con patate lesse fredde tagliate e formaggio filante, mischiati e arrostiti nel burro.

### Eventi
- I Re Magi di Esino (gennaio). In prossimità dell'Epifania un corteo scende dell'alto del paese accompagnando i Tre Re Magi a cavallo per le vie. Questi portano doni e regali a tutti i bambini, sostano un poco al Castello di Re Erode e giungono al Presepe Vivente, per adorare il Bambino Gesù. Tutta la popolazione prende parte alla preparazione della manifestazione, che assorbe gran parte del periodo natalizio per la sua realizzazione. Vengono aperte antiche corti e riproposti allestimenti insieme alla degustazione dei piatti del territorio. L'evento è seguito da numerosi visitatori.
- Sant'Antonio abate (17 gennaio). In occasione di Sant'Antonio, santo protettore di Esino Superiore viene celebrata la mattina a S.Messa solenne nella chiesa a lui dedicata e viene fatta la benedizione di animali e autoveicoli. I festeggiamenti proseguono nel pomeriggio in piazza Diaz, con l'incanto dei canestri, composti di salumi, formaggi e animali. Il piatto della tradizione sono i Ravioli di Sant'Antonio di Esino cucinati in famiglia e nei ristoranti locali.
- Bjibjerè (Ultimo sabato di gennaio). Il termine dell'idioma locale è tradotto in Giubiana e trova il suo perpetuarsi l'ultimo sabato di gennaio. L'antico rito del falò, di probabile origine celtica, un tempo era celebrato il giovedì, giorno in cui si credeva le streghe incontrassero il demonio. I giovani e gli uomini costruiscono un'altissima pira composta di rami, fascine, e vecchie cose di legno, sulla “Costa” che porta alla “Castello”. La sera, dopo la messa vigiliare, tutta la comunità, grandi e piccini, accorrono suonando campanacci e caratteristici corni pastorali, gridando a squarciagola davanti all'ardente falò sulla cui sommità trova la sua fine il “Gineer”. Gli esinesi, fin dalla notte dei tempi, scacciano in questo modo la miseria e l'inverno, in attesa della vicina primavera. La serata è allietata dalla degustazione di dolci casalinghi e caldo vino cotto.
- Venerdì Santo. La sera del venerdì della Settimana Santa, prende luogo a Esino, una partecipata processione penitenziale, che parte dalla Chiesa Parrocchiale e percorrendo le vie dell'intero paese e dopo due soste nelle chiese sussidiarie a notte fonda vi fa ritorno. Preceduti dalla Croce, gli esinesi accompagnano il Signore Morto, portato a spalla dai giovani del paese, alla sola luce dei scilostri delle donne e di innumerevoli ceri accesi alle finestre delle case.
- San Vittore Martire patrono di Esino. Santo di devozione ambrosiana la cui memoria cade il giorno 8 maggio. Il patrono San Vittore Martire, detto Mauritano, viene festeggiato solo religiosamente con una solenne funzione Eucaristica, nella quale al Gloria viene dato fuoco al Pallone dei martiri. Segue una curatissima processione che si snoda sul promontorio del “Castello”, in cui vengono portate le reliquie del santo e, a spalla, la sua statua lignea.

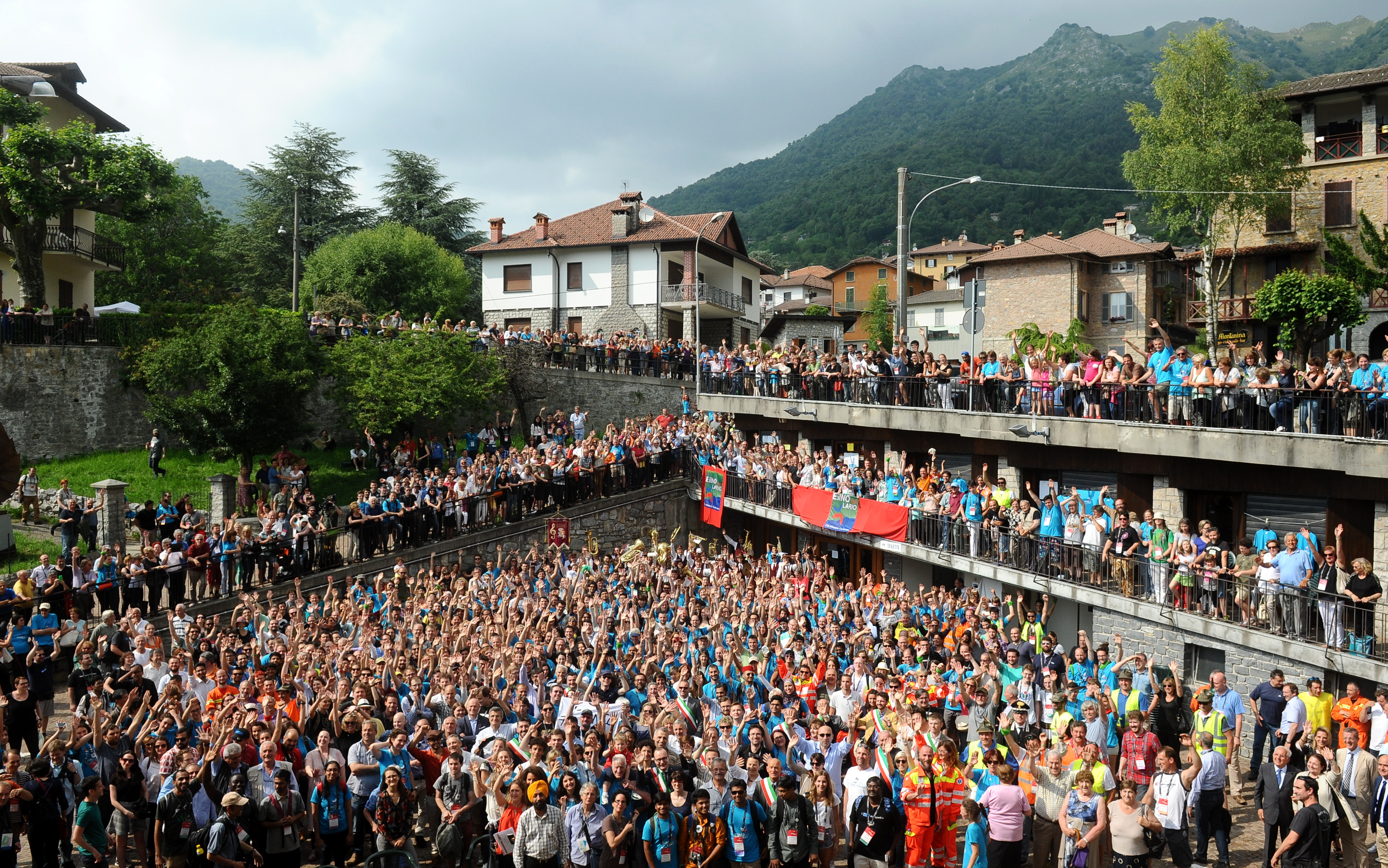
Wikimania Esino Lario 2016, foto di gruppo.

- San Giovanni Battista. La chiesa sussidiaria del Battista in Esino Inferiore, nell'ultima domenica di giugno, viene ornata con paramenti sontuosi per l'esposizione delle reliquie di molti santi. Wikimania Esino Lario 2016, foto di gruppo. Dopo la messa celebrata sul sagrato prende inizio la solenne processione che accompagna il SS.Sacramento tra le vie dell'antico nucleo addobbate da decorazioni floreali, archi di maggiociondolo, candide e artistiche lenzuola, sotto le rosse zendaline e al riparo di un damascato baldacchino. Non possono mancare, nelle ore pomeridiane, i giochi e l'incanto dei canestri, che, con le note della banda cittadina, intrattengono abitanti e turisti, fino alla sera. È scontato ricordare che sulle tavole di tutte le famiglie vengono sevite ogni tipo di specialità e leccornie.
- Festa del Monte Croce - Festa degli Alpini (luglio)
- Tartifol Fest (settembre)
- Wikimania 2016: Nel giugno 2016 il raduno internazionale annuale Wikimania si è svolto a Esino Lario.[37][38]
- Nel 2019 l'operatore di telecomunicazioni Eolo finanzia una campagna pubblicitaria nazionale destinata a finanziare con 3 milioni di euro i piccoli comuni coinvolgendo, tra i primi, proprio il comune di Esino Lario con una iniziativa denominata "AAA Vendesi Esino Lario", anche al fine di sensibilizzare l'opinione pubblica rispetto al problema dello spopolamento dei piccoli comuni[39]

## Geografia antropica

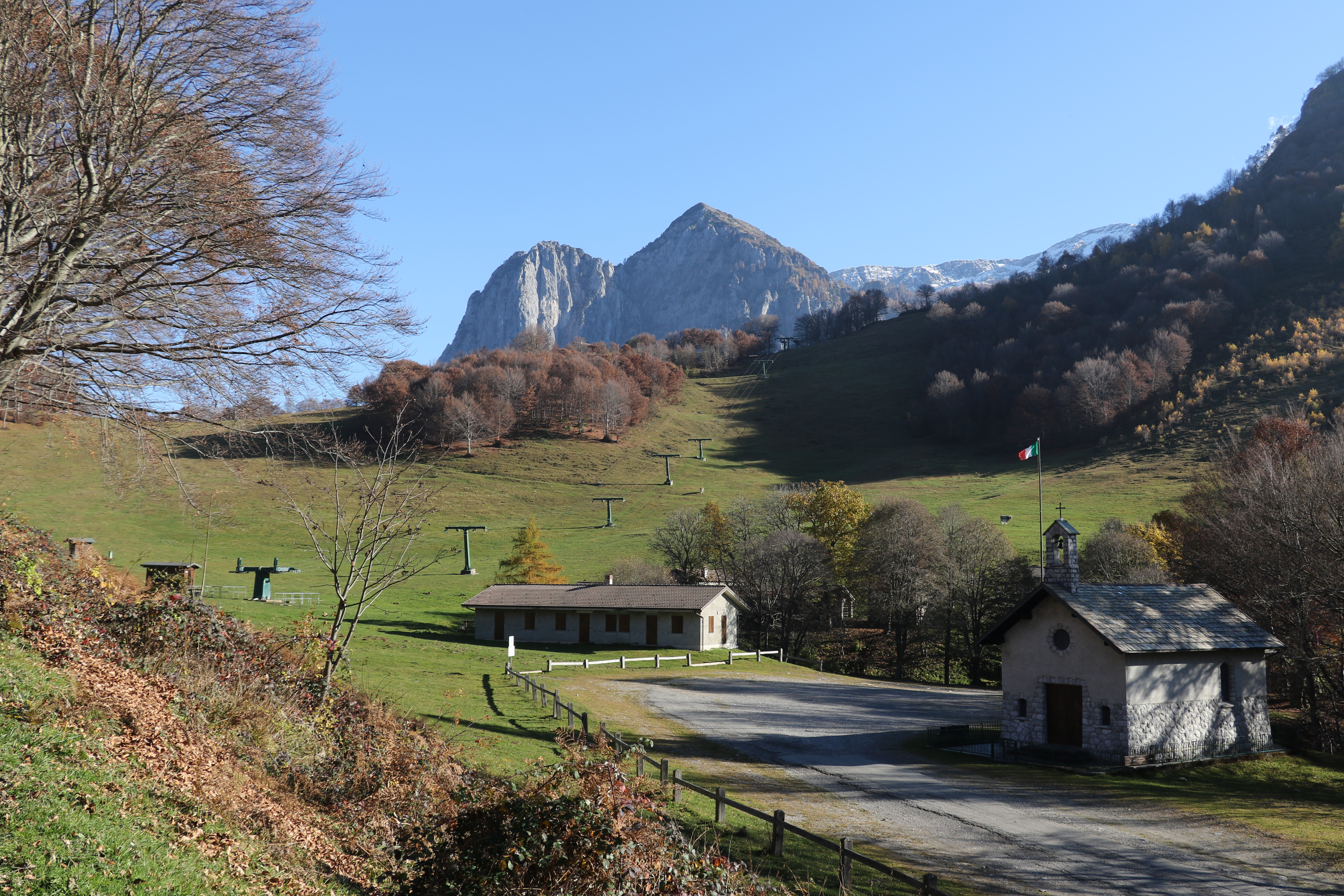
Cainallo

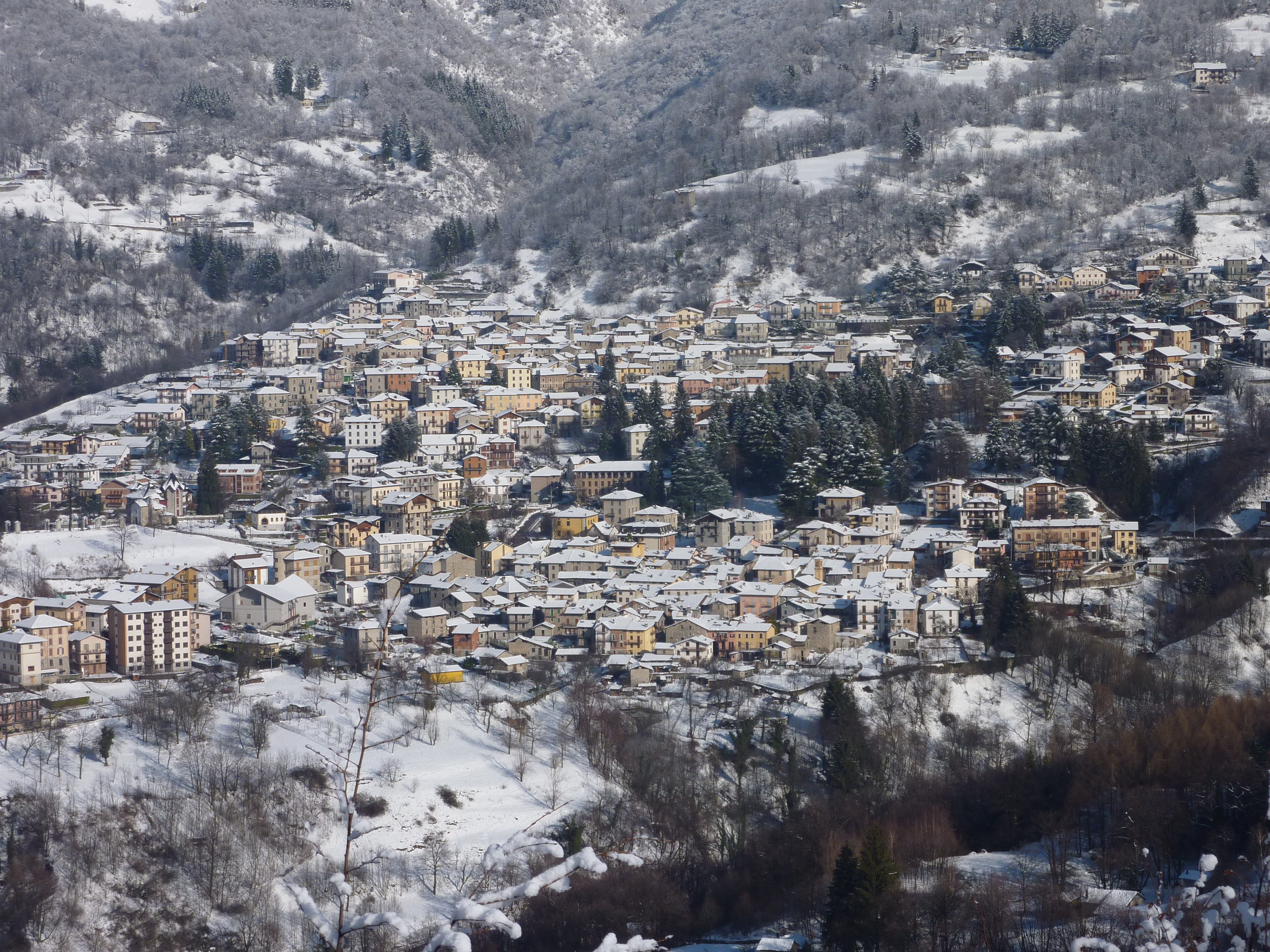
Esino Lario in inverno coperto di neve.

Il Comune di Esino Lario ha due frazioni.
- Bigallo, a 850 m sul livello del mare e a 0,89 chilometri dal comune.
- Ortanella, a 951 m sul livello del mare e a 2,27 chilometri dal comune.

Il comune ha inoltre una ricca toponomastica con numerose località, tra le quali:
- Cainallo, a 1300 m sul livello del mare e a 4 chilometri dal comune.

## Economia

### Agricoltura
Storicamente la principale attività economica di Esino Lario è legata alla coltivazione dei boschi di faggio e carpino. Esino Lario faceva parte della squadra dei monti, il gruppo di comuni e territori delle Grigne che forniva carbone di legna per la produzione del ferro in Valsassina. La gestione dei boschi come bene comune è una peculiarità di Esino rispetto ai territori vicini; i boschi ancora oggi appartengono al Comune e sono suddivisi per l'utilizzo tra i residenti e trasmessi parzialmente per diritto ereditario. La fine dell'attività estrattiva del minerale di ferro in Valsassina mise in crisi le attività legate alle carbonaie.

### Turismo
Il turismo a Esino Lario nasce a fine Ottocento con l'Abate Stoppani e con i primi geologi interessati a esplorare i fossili delle Grigne. Diventa un'attività economica centrale del paese a partire dagli anni Sessanta in cui si diffonde la fama di Esino Lario "La Perla delle Grigne". Le villeggiature estive si animano fino a raggiungere 12.000 presenze negli anni Settanta e portando la necessità di gestire servizi che nei mesi di luglio e agosto superano la capacità delle infrastrutture. Proprio per rispondere al fabbisogno di acqua viene realizzato l'acquedotto dalla Valsassina e vengono avviati gli impianti sciistici per incrementare il flusso turistico nel periodo invernale. Negli anni Novanta il turismo comincia a declinare. Si riducono le lunghe villeggiature estive e alberghi, ristoranti e attività commerciali collegate al turismo iniziano a chiudere. Le scarse precipitazioni nevose fanno chiudere gli impianti sciistici che proseguono con una sola pista per principianti e sono poi gestiti da un'associazione.

## Infrastrutture e trasporti

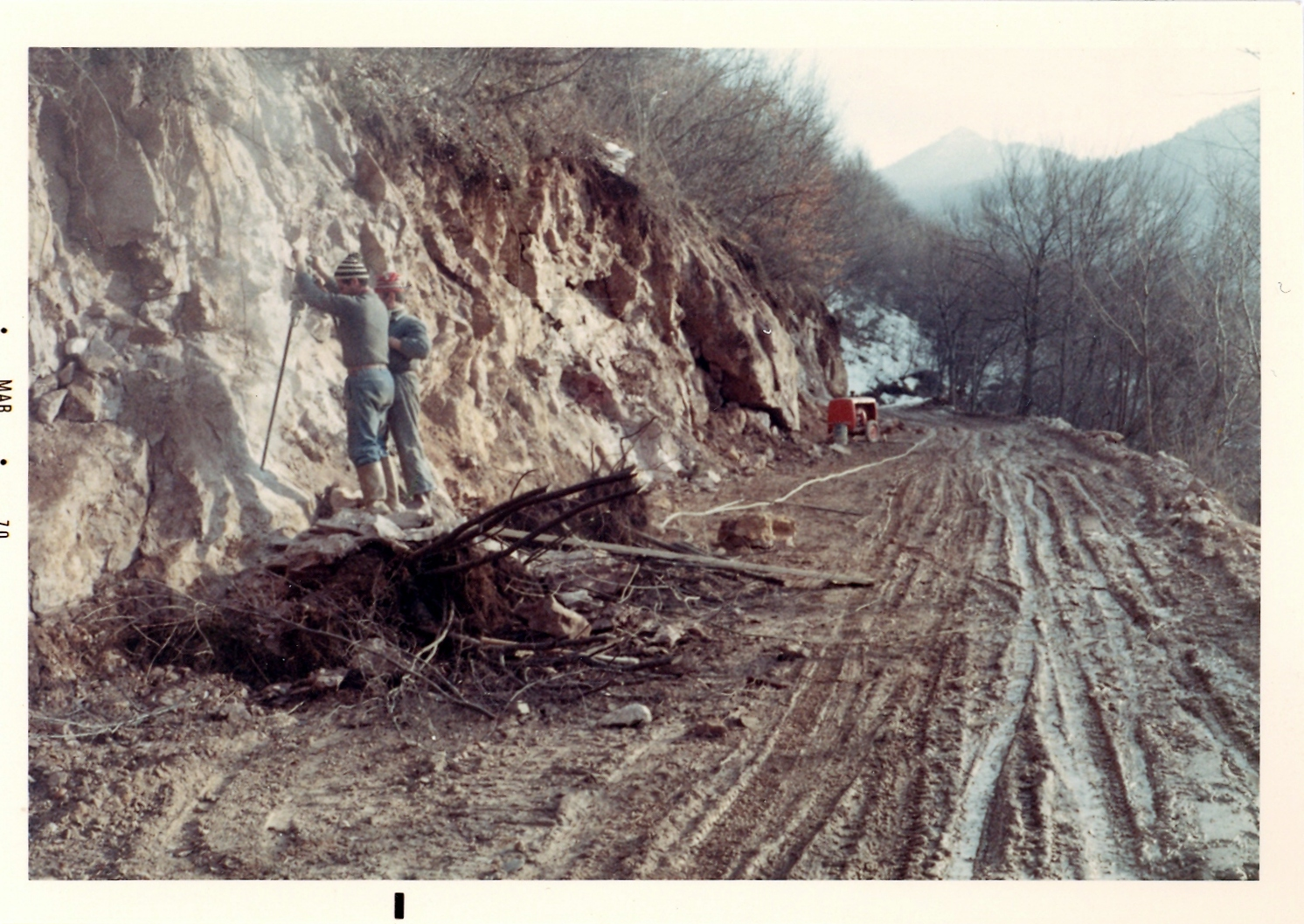
La strada che collega Esino Lario a Parlasco durante la sua costruzione

### Strade
Il paese è attraversato dalla strada provinciale della Valsassina (via per Esino nel tratto fuori Esino Lario): collega Varenna e Perledo a Esino Lario per poi proseguire verso Parlasco e Cortenova e la Valsassina; nel tratto da Parlasco a Esino è dedicata a Pietro Pensa.

### Ferrovie
Esino Lario è servita dall'apposita stazione di Varenna-Esino-Perledo, che si trova sul tracciato ferroviario della linea Tirano-Lecco (anche se la stazione si trova nel territorio comunale di Perledo).

## Amministrazione
| Periodo | Periodo   | Primo cittadino    | Partito              | Carica                  | Note |
| ------- | --------- | ------------------ | -------------------- | ----------------------- | ---- |
|         |           | Giulio Nasazzi     |                      | Sindaco                 |      |
| 1956    | 1975      | Pietro Pensa       | Lista civica         | Sindaco                 |      |
|         |           | Giuseppe Bertarini |                      | Sindaco                 |      |
| 1980    | 1990      | Carlo Maria Pensa  | Lista civica         | Sindaco                 |      |
| 1990    | 1999      | Giovanni Grosso    | Democrazia Cristiana | Sindaco                 |      |
|         | 2006      | Costante Grassi    | Lista civica         | Sindaco                 |      |
| 2009    | 2014      | Giovanni Dell'Era  | Lista civica         | Sindaco                 |      |
| 2014    | 2015      | Aldo Panebianco    |                      | Commissario prefettizio |      |
| 2015    | 2020      | Pietro Pensa       | Lista civica         | Sindaco                 |      |
| 2020    | in carica | Pietro Pensa       | Lista civica         | Sindaco                 |      |

## Sport
Dal 2014 ogni anno, nella terza domenica di maggio, si tiene la Esino Lario Skyrace, gara non competitiva di corsa in montagna dal tracciato di 23 km organizzata dalla Polisportiva di Esino Lario.